# Шафрова-Марутаева, Марина Александровна
Марина Александровна Шафрова-Марутаева (30 марта 1908, Ревель — 31 января 1942, Кёльн) — русская деятельница движения Сопротивления в Бельгии, за свою храбрость получила прозвище «бельгийская Жанна д’Арк».

## Биография
Родилась 30 марта 1908 года в Ревеле в семье капитана I ранга Александра Александровича Шафрова, участника русско-японской (оборона Порт-Артура) и Гражданской войн, и сестры милосердия Людмилы Павловны Шафровой (в девичестве Дешевовой). В раннем возрасте вместе со своими родителями переехала сначала в независимую Эстонию, а после 1928 года в Бельгию. Марина проживала в Брюсселе, выйдя замуж за эмигранта Юрия Николаевича Марутаева и получив двойную фамилию. У Марины в браке родились сыновья Никита и Вадим.
В 1939 году Марина вместе с семьёй подала документы в посольство СССР в Бельгии с просьбой о предоставлении гражданства, однако все планы нарушила начавшаяся Вторая мировая война. В мае 1940 года Бельгия была оккупирована, и было сформировано оккупационное правительство во главе с генералом Александром фон Фалькенхаузеном. Марина и её муж Юрий вступили в движение Сопротивления, начав вооружённую борьбу против немецких оккупантов. Несмотря на то что большая часть деятелей Сопротивления действовала с промедлением и не шла на открытые столкновения, Марина приняла решение бороться изо всех сил против оккупантов. Она сумела каким-то образом сохранить у себя радиоприёмник, за хранение которых немецкая администрация расстреливала немедленно — с его помощью она прослушивала сводки Совинформбюро в начале Великой Отечественной войны, переводила их на французский при помощи единомышленников, размножала на пишущей машинке и расклеивала их на стенах домов Брюсселя с заголовком «Говорит Москва». Марина была связной командира корпуса бельгийских партизан, начав выполнять ответственные задачи командования, в число которых входили разнообразные диверсии в Брюсселе и провинции Брабант: она разбрасывала на автострадах металлические шипы, гнутые гвозди, битое стекло, изготовляла взрыватели и поджигала немецкие бензоцистерны. В августе 1941 года Марина начала действовать самостоятельно, установив ряд заграждений на дорогах Брабант-Валлонии и напав на двух немецких мотоциклистов.
8 декабря 1941 года Марина совершила один из самых известных актов возмездия в движении Сопротивления: вечером в центре Брюсселя на площади Порт-де-Намюр перед зданием военной комендатуры она бросилась с ножом на заместителя германского военного коменданта майора Крюге и зарезала его на месте. Воспользовавшись паникой среди полицаев, Марина вскочила в трамвай и скрылась. Свой поступок она утаила даже от семьи.
Сначала в городе решили, что это было дело рук заброшенных английских диверсантов, однако затем стало ясно, что убийство было осуществлено бельгийцами. Немцы были взбешены подобной наглостью горожан и захватили в заложники 60 человек. Комендант города объявил: убийца должен будет явиться 15 декабря к 20:00 с явкой с повинной, иначе все заложники будут расстреляны. О теракте в Бельгии было доложено Гитлеру. Гестаповцы начали массовые обыски в городе. В тот же день Марина, прочитав в газете приказ о явке, вечером созналась мужу в совершённом и решила сдаться. Юрий тщетно отговаривал её от такого шага, однако Марина предпочла сама умереть, чем позволить погибнуть другим невинным. Марина направилась с повинной, однако просто так не сдалась: в многолюдном квартале Брюсселя по пути к комендатуре она забила ножом до смерти капитана вермахта.
Марину арестовали и отправили в тюрьму Сен-Жиль, немедленно освободив заложников. Гитлер оперативно получил новые данные о случившемся. Члены военного рейхсуда Брюсселя с удивлением смотрели на женщину и требовали от неё раскаяться в содеянном, уверяя её в том, что у убитого майора остались трое детей, а сама она также не имела морального права лишать детей отца. Марина на эти вопросы отвечала, что не раскаивается в содеянном и поступала бы так же со всеми врагами. Пока шло разбирательство, партизаны приносили цветы к зданию тюрьмы Сен-Жиля. Суд приговорил её к расстрелу, однако фон Фалькенхаузен отказался утверждать приговор, поскольку боялся народной мести. В итоге Марину отправили в Германию.
Бельгийская королева Елизавета обратилась к фюреру с просьбой помиловать мать двух маленьких детей, однако фюрер, лично наблюдавший за процессом, не захотел никого слушать и, не простив своим подчинённым чрезмерной мягкости, лично утвердил приговор в виде смертной казни через гильотинирование, посчитав расстрел откровенно мягкой мерой. Приговор был приведён в исполнение 31 января 1942 года в Кёльне: перед смертью Марина исповедовалась у священника и заявила:

Я счастлива отдать свою жизнь за Родину, за советский народ.

Останки Марины немцы скрыли в безвестной могиле, дабы скрыть память о ней и подавить всякую надежду у бельгийцев. Однако уже после войны королева Елизавета приказала найти могилу Шафровой. В 1947 году прах Марины Шафровой был перевезен в Брюссель, где его торжественно похоронили 25 мая 1947 года на центральном брюссельском кладбище Иксель среди 27 могил национальных героев страны.
Бельгийское правительство высоко оценило подвиг Марины Александровны Шафровой-Марутаевой. Её посмертно наградили Боевым крестом с пальмовой ветвью, Рыцарским крестом с пальмовой ветвью, медалью Сопротивления и присвоили звание «Участник движения Сопротивления». Указом Президиума Верховного Совета СССР от 6 мая 1978 года Марина Александровна была посмертно награждена орденом Отечественной войны I степени. В 2006 году Национальный комитет общественных наград Российской Федерации посмертно наградил её орденом Великой Победы.

## Память
- В 1982 году на экраны СССР вышел фильм «Где-то плачет иволга…», в котором роль Марины Шафровой сыграла Людмила Нильская[3].
- В 2005 году в издательстве «Терра» вышла документальная повесть В. Кошута «Обезглавить. Адольф Гитлер» о судьбе Марины Шафровой[4].
- В январе 2010 года на Александровском подворье в Москве была установлена мемориальная доска Марине Александровне Шафровой-Марутаевой.

## Награды
- Боевой крест с пальмовой ветвью
- Рыцарский крест с пальмовой ветвью
- Медаль Сопротивления
- Орден Отечественной войны I степени (Указ Президиума Верховного Совета СССР от 6 мая 1976 года)
- Орден Великой Победы[5]